# Nghiên cứu văn hóa
Nghiên cứu văn hóa (Cultural studies) là một lĩnh vực học thuật hậu ngành có tính chất chính trị nhằm khám phá động lực của văn hóa đặc biệt đương đại (bao gồm cả chính trị của văn hóa đại chúng) cũng như các nền tảng xã hội và lịch sử của văn hóa. Các nhà nghiên cứu văn hóa thường điều tra xem các thực tiễn văn hóa liên quan như thế nào đến các hệ thống quyền lực xã hội và chính trị, rộng lớn hơn được liên kết với hoặc vận hành thông qua các hiện tượng xã hội. Chúng bao gồm hệ tư tưởng, cấu trúc giai cấp, sự hình thành nên các quốc gia, dân tộc, khuynh hướng tình dục, giới tính và thế hệ. Sử dụng phân tích văn hóa, nghiên cứu văn hóa xem văn hóa không phải là các thực thể cố định, bị giới hạn, ổn định và rời rạc mà là các tập hợp thực tiễn và quy trình tương tác và thay đổi liên tục. Lĩnh vực nghiên cứu văn hóa bao gồm một loạt các quan điểm và thực tiễn về mặt lý thuyết và phương pháp luận. Mặc dù khác biệt với ngành nhân học văn hóa và lĩnh vực liên ngành của nghiên cứu dân tộc, nghiên cứu văn hóa dựa trên và đã đóng góp cho từng lĩnh vực này.

## Đại cương
Ngành nghiên cứu văn hóa ban đầu được phát triển từ các học giả người Anh theo chủ nghĩa Marxist vào cuối những năm 1950, 1960 và 1970, sau đó được các học giả từ nhiều ngành khác nhau trên thế giới tiếp tục và chuyển đổi. Nghiên cứu văn hóa được thừa nhận là có tính chất liên ngành một cách triệt để và đôi khi có thể bị coi là phản kỷ luật. Mối quan tâm chính của những người thực hành nghiên cứu văn hóa là việc kiểm tra các lực lượng bên trong và thông qua đó những người có tổ chức xã hội tiến hành và tham gia vào việc xây dựng cuộc sống hàng ngày của họ. Trong thời kỳ nổi lên của chủ nghĩa tân tự do ở Anh và Mỹ, nghiên cứu văn hóa vừa trở thành một phong trào toàn cầu, vừa thu hút sự chú ý của nhiều đối thủ bảo thủ cả trong và ngoài các trường đại học vì nhiều lý do. Ngày nay, một phong trào sinh viên và học viên trên toàn thế giới với nhiều hiệp hội và chương trình học thuật, các hội nghị và ấn phẩm quốc tế hàng năm vẫn tiếp tục hoạt động trong lĩnh vực này.
Phương pháp nghiên cứu của văn hóa học là tập hợp các phương thức, thao tác và biện pháp được sử dụng để phân tích văn hóa và, ở mức độ nhất định, tạo nên đối tượng của nghiên cứu văn hóa. Do văn hóa học là một lĩnh vực kiến thức tích hợp, thu thập kết quả nghiên cứu của một loạt khoa học chuyên ngành (nhân học văn hóa, nhân học xã hội, dân tộc học, xã hội học, tâm lý học, ngôn ngữ học, sử học), cho nên thao tác phân tích được thực hiện thông qua sự tổng hợp các phương pháp và mục đích nhận thức, tập hợp xung quanh một trung tâm là văn hóa và các bình diện của nó. Điều này đã cho phép tư duy lại nhiều quan niệm và khái niệm đang tồn tại trong khuôn khổ mỗi chuyên ngành hợp thành văn hóa học. Trong quá trình phân tích văn hóa học, các phương pháp cụ thể của từng chuyên ngành khác nhau được sử dụng một cách có chọn lọc, tính đến khả năng giải quyết các vấn đề, phân tích chúng trên phương diện văn hóa học. Chuyên ngành nghiên cứu văn hóa được xây dựng theo định hướng liên ngành, phối hợp giữa lý thuyết và thực hành, ứng dụng cao để trang bị nền tảng kiến thức, kỹ năng nghề phù hợp với yêu cầu thực tiễn của ngành học như:
- Cung cấp hệ thống kiến thức nền tảng và chuyên sâu về văn hóa: Các lý thuyết văn hoá học, toàn cầu hóa và các nền văn hóa thế giới, văn hoá truyền thống gắn với văn hóa vùng, địa phương, văn hóa đô thị và nông thôn; di sản văn hóa, văn hóa giới và gia đình, văn hóa đại chúng, công nghiệp văn hóa, những vấn đề văn hóa đương đại; cung cấp các kiến thức của nhiều lĩnh vực văn hoá ứng dụng như truyền thông, ngoại giao, xã giao, du lịch, kinh doanh, giải trí.
- Cung cấp kỹ năng phát hiện, xây dựng ý tưởng, triển khai đề tài và dự án văn hóa; kỹ năng phỏng vấn, khảo sát thực địa để thu thập và xử lý thông tin; viết và biên tập nội dung tin tức về văn hóa cho các tòa soạn, tạp chí và các cơ quan thông tấn từ trung ương đến địa phương; sáng tạo và biên tập nội dung cho các sự kiện vui chơi giải trí, xây dựng kịch bản quảng bá marketing và quảng bá thương hiệu các cơ quan, tổ chức, doanh nghiệp, xây dựng và phát triển văn hóa cộng đồng gắn với du lịch.

Một cách phân nhóm các phương pháp nghiên cứu văn hóa học khác bắt nguồn từ cách phân chia truyền thống trong lịch sử, chia các khoa học thành khoa học về tự nhiên và khoa học về tinh thần. Đến thế kỷ XX các nhà nghiên cứu bắt đầu nói đến việc sử dụng trong phân tích xã hội và phân tích văn hóa các phương pháp của nghiên cứu văn hóa nhân văn và nghiên cứu văn hóa xã hội theo hệ thuật ngữ của tư duy khoa học Nga. Khi nói về các ngành khoa học nhân văn, người ta muốn nói đến tổ hợp các phương pháp của nghiên cứu ngữ văn, nghiên cứu văn học, sử học, lý luận văn hóa, nghiên cứu tôn giáo, nghệ thuật học, dân tộc chí, nhân học văn hóa, triết học, đạo đức học. Khi nói đến các khoa học xã hội đã xếp vào nhóm này các phương pháp của kinh tế học, chính trị học, dân tộc học, xã hội học. Phương pháp luận đã có là những phương pháp luận đã được các nhà tư tưởng, các học thuyết, các quan điểm có uy tín đề xướng và hoàn thiện ở mức độ nhất định. Việc nghiên cứu và phát triển văn hóa sử dụng hai loại phương pháp luận chủ yếu là phương pháp luận coi văn hóa là sản phẩm của hoạt động và phương pháp luận coi văn hóa là nhân tố bên trong của sự phát triển xã hội, văn hóa được nghiên cứu chủ yếu theo thế giới quan và phương pháp luận mácxít. Phương pháp luận cho nhận thức và hoạt động thực tiễn với các phạm vi ứng dụng và trình độ khái quát rộng hẹp khác nhau là vấn đề luôn được quan tâm trong hầu hết các công trình, thậm chí trong từng công đoạn nghiên cứu văn hóa và con người.